# Linus Gerdemann
Linus Gerdemann (Münster, 16 settembre 1982) è un ex ciclista su strada tedesco, professionista dal 2005 al 2016. Passista-scalatore, vinse una tappa al Giro di Svizzera 2005 e una al Tour de France 2007.

## Carriera
Da Under-23 vestì per due anni la divisa del team Winfix, poi divenuto, causa cambio di sponsor, Akud-Arnolds Sicherheit. Nel 2004 vinse il campionato nazionale in linea Under-23, piazzandosi inoltre terzo nella prova a cronometro di categoria. Passato professionista nel maggio del 2005 con il Team CSC, squadra diretta da Bjarne Riis, nello stesso anno vinse la tappa di Lenk al Giro di Svizzera, gara del calendario ProTour.
Nel 2006 si trasferì alla corte di Jan Ullrich, tra le file della team T-Mobile. Alla vigilia del Tour de France Ullrich venne però coinvolto nello scandalo dell'Operación Puerto e di conseguenza escluso prima del via della corsa; Gerdemann avrebbe dovuto partecipare al Tour suo posto, ma alla fine il team T-Mobile decise di rispettare il codice etico sottoscritto, e di conseguenza di gareggiare alla Grande Boucle con due ciclisti in meno (Ullrich ed Óscar Sevilla, anche lui coinvolto). Gerdemann tornò alla vittoria tra i pro il 14 luglio 2007, dopo più di due anni di digiuno, aggiudicandosi la tappa di Le Grand-Bornand (con il Col de la Colombière) al Tour de France; quel giorno conquistò anche la maglia gialla di leader della generale, salvo perderla nella tappa successiva a favore di Michael Rasmussen. Nella stagione successiva, in maglia High Road/Columbia, fu terzo alla Monte Paschi Eroica, mentre tra agosto e settembre vinse, in serie, il Tour de l'Ain in Francia, la Coppa Agostoni in Italia e il Giro di Germania.
Per il 2009 lasciò il Team Columbia-High Road e si accasò alla Milram, squadra ProTour tedesca. In apertura di stagione, alla Tirreno-Adriatico, si classificò settimo; in maggio vinse il Giro di Baviera e due mesi dopo concluse il Tour de France al ventiquattresimo posto. Iniziò il 2010 con due vittorie, il Trofeo Inca a Maiorca e, soprattutto, la prima tappa della Tirreno-Adriatico; prese quindi il via al Giro d'Italia come capitano della Milram, chiudendo la "corsa rosa" al sedicesimo posto – migliore della sua squadra e miglior tedesco – a quasi 35 minuti dal vincitore Ivan Basso.
Nel 2011 passò tra le file del neonato team lussemburghese Leopard-Trek, e nel giugno dello stesso anno conquistò le prime vittorie con la nuova squadra, aggiudicandosi la seconda tappa e la classifica finale del Giro del Lussemburgo. Dopo un anno di inattività, per il 2014 firmò un contratto con il team sudafricano MTN-Qhubeka: con la nuova maglia ottenne un successo, nella quinta frazione del Tour d'Azerbaïdjan. Per il 2015 si trasferì alla formazione danese Cult Energy Pro Cycling, confluita per il 2016 nel team tedesco Stölting Service Group.
Nel dicembre 2016, non avendo trovato una squadra a cui accasarsi per il 2017, annunciò il ritiro dal ciclismo agonistico.

## Palmarès
- 2004

4ª tappa Berliner Rundfahrt Under-23 (Birkenwerder > Berlino)
- 2005

7ª tappa Giro di Svizzera (Einsiedeln > Lenk)
- 2007

7ª tappa Tour de France (Bourg-en-Bresse > Le Grand-Bornand)
- 2008

3ª tappa, 1ª semitappa Tour de l'Ain (Lélex > Lélex)
Classifica generale Tour de l'Ain
Coppa Agostoni
Classifica generale Giro di Germania
- 2009

Classifica generale Giro di Baviera
- 2010

Trofeo Inca
1ª tappa Tirreno-Adriatico (Livorno > Rosignano Solvay)
- 2011

2ª tappa Giro del Lussemburgo (Schifflange > Differdange)
Classifica generale Giro del Lussemburgo
- 2014

4ª tappa Tour d'Azerbaïdjan (Qəbələ > Pirqulu)
- 2015

2ª tappa Giro del Lussemburgo (Dommeldange > Clemency)
Classifica generale Giro del Lussemburgo

### Altri successi
- 2004

Classifica giovani Giro della Bassa Sassonia
Criterium di Wörth
- 2006

Criterium di Steinhagen
- 2007

Criterium di Lorsch
Criterium di Dessau
Betzdorf City Night (Criterium)
- 2009

Criterium di Dessau
- 2014

Classifica scalatori Tour d'Azerbaïdjan

## Piazzamenti

### Grandi Giri
- Giro d'Italia

2010: 16º
- Tour de France

2007: 36º
2009: 24º
2010: 84º
2011: 60º
- Vuelta a España

2005: 72º
2009: ritirato (12ª tappa)

### Classiche monumento
- Milano-Sanremo

2006: ritirato
2010: 19º
2011: 25º
- Liegi-Bastogne-Liegi

2009: 87º
2010: 34º

### Competizioni mondiali
- Campionati del mondo

Salisburgo 2006 - In linea Elite: ritirato